# Полосатые белки
Полосатые белки  (Funisciurus) — это род белок, обитающих в лесах Африки. В роде насчитывается 10 видов.

## Особенности
Это маленькие и подвижные животные, чей мех обычно окрашен в красновато-коричневые и чёрные цвета. Кроме того, иногда встречаются желто-коричневые участки меха. У некоторых видов есть продольные полосы на спине, как у неродственных им бурундуков.  Нижняя сторона тела всегда белая. В зависимости от вида длина тела от 15 до 25 см, плюс хвост от 10 до 20 см.

## образ жизни
Об образе жизни мало, что известно. Как и другие белки, эти животные питаются орехами, семенами и фруктами, а иногда едят насекомых или птичьи яйца. Они строят гнёзда из растительных материалов на ветвях деревьев и выращивают там в среднем двух детёнышей.

## систематика
В роде Funisciurus выделяют десять видов:
- Белка Томаса (Funisciurus anerythrus) (Thomas 1890), Центральная Африка
- Белка Байона (Funisciurus bayonii) (Bocage 1890), ДР Конго, Ангола
- Горная полосатая белка (Funisciurus carruthersi) Thomas 1906, Горы Рувензори
- Конголезская белка (Funisciurus congicus) (Kuhl 1820), ДР Конго, Ангола, Намибия
- Funisciurus duchaillui (Sanborn 1953), ДР Конго
- Четырёхполосая белка (Funisciurus isabella) (Gray 1862), Камерун, Центральноафриканская Республика, Респ. Конго
- Белка ле Конта (Funisciurus lemniscatus) (Le Conte 1857), Камерун, Центральноафриканская Республика, ДР Конго
- Оранжевоголовая белка (Funisciurus leucogenys) (Waterhouse 1842), Западная Африка
- Огненноногая белка (Funisciurus pyrrhopus) (Cuvier 1833), Западная и Центральная Африка
- Белка Уинтона (Funisciurus substriatus) De Winton 1899, Западная Африка.

## Воздействие и защита
Ни один из видов не считается исчезающим. Кроме того, в 2004 году красношейная белка Каррутера, которая до недавнего времени была занесена в список МСОП как исчезающий вид, была возвращена в список видов, вызывающих наименьшие опасения. Однако о некоторых видах известно так мало, что нельзя сделать привести никаких точных данных об их численности.